# Rudolf Nébald
Rudolf Nébald (Budapest, 7 de septiembre de 1952) es un deportista húngaro que compitió en esgrima, especialista en la modalidad de sable.
Participó en los Juegos Olímpicos de Moscú 1980, obteniendo una medalla de bronce en la prueba por equipos. Ganó una medalla de oro en el Campeonato Mundial de Esgrima de 1981, y una medalla de bronce en el Campeonato Europeo de Esgrima de 1982.

## Palmarés internacional
| Juegos Olímpicos   | Juegos Olímpicos           | Juegos Olímpicos  | Juegos Olímpicos  |
| Año                | Lugar                      | Medalla           | Prueba            |
| ------------------ | -------------------------- | ----------------- | ----------------- |
| 1980               | Moscú (URSS)               | Medalla de bronce | Sable por equipos |
| Campeonato Mundial |                            |                   |                   |
| Año                | Lugar                      | Medalla           | Prueba            |
| 1981               | Clermont-Ferrand (Francia) | Medalla de oro    | Sable por equipos |
| Campeonato Europeo |                            |                   |                   |
| Año                | Lugar                      | Medalla           | Prueba            |
| 1982               | Mödling (Austria)          | Medalla de bronce | Sable individual  |